# Indianapolis 500 in 2008

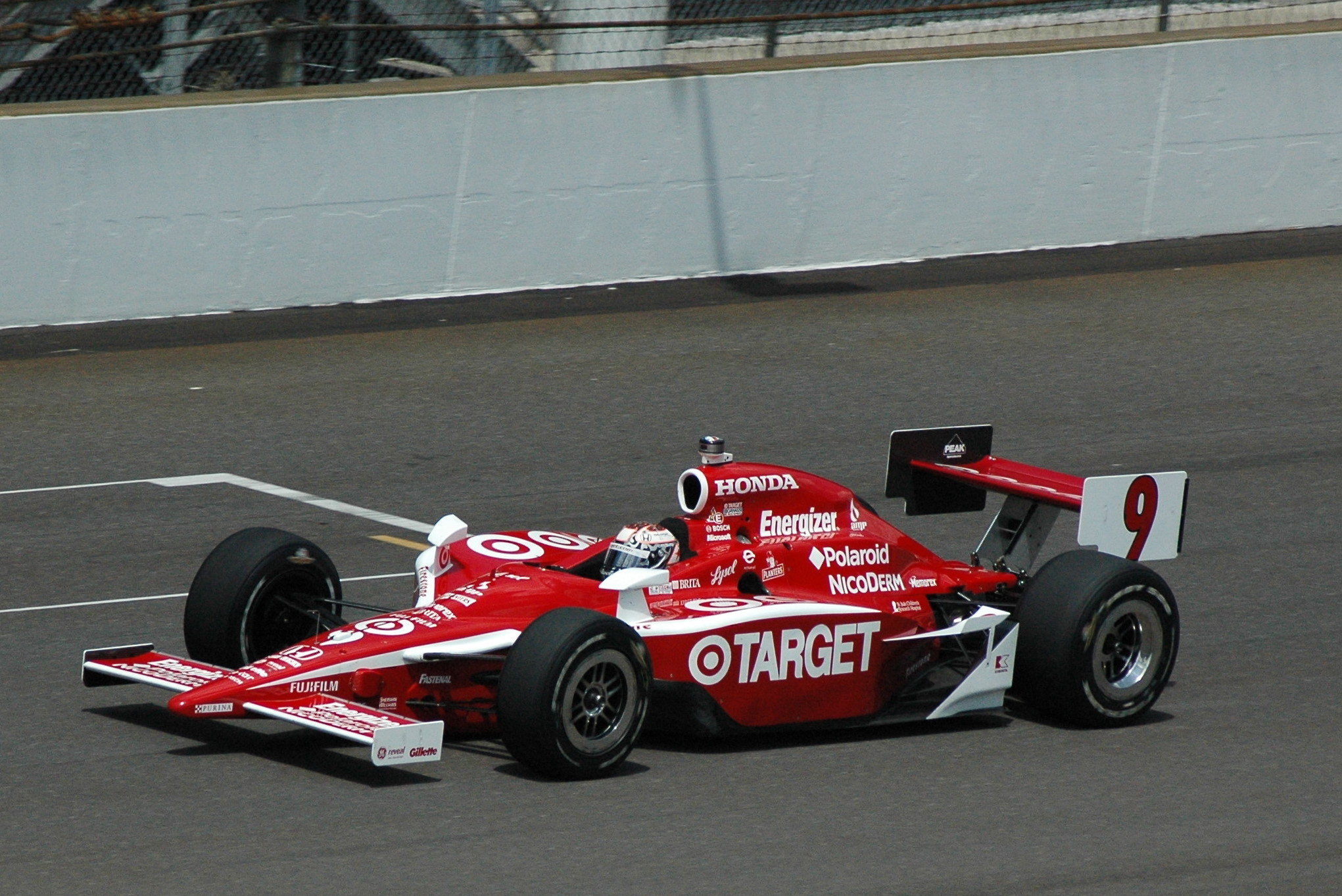
Winnaar Dixon op de Indianapolis Motor Speedway, 2008.

De 92e Indianapolis 500 werd gereden op zondag 25 mei 2008 op de Indianapolis Motor Speedway. Het was de dertiende keer dat de race op de kalender stond van het Indy Racing League kampioenschap en het was de zesde race uit de IndyCar Series van 2008. Nieuw-Zeelands coureur Scott Dixon won de race in een wagen van Chip Ganassi Racing. Het was zijn zesde deelname op rij en eerste overwinning. Hij won later dat jaar het IndyCar kampioenschap voor de tweede keer in zijn carrière.

## Startgrid

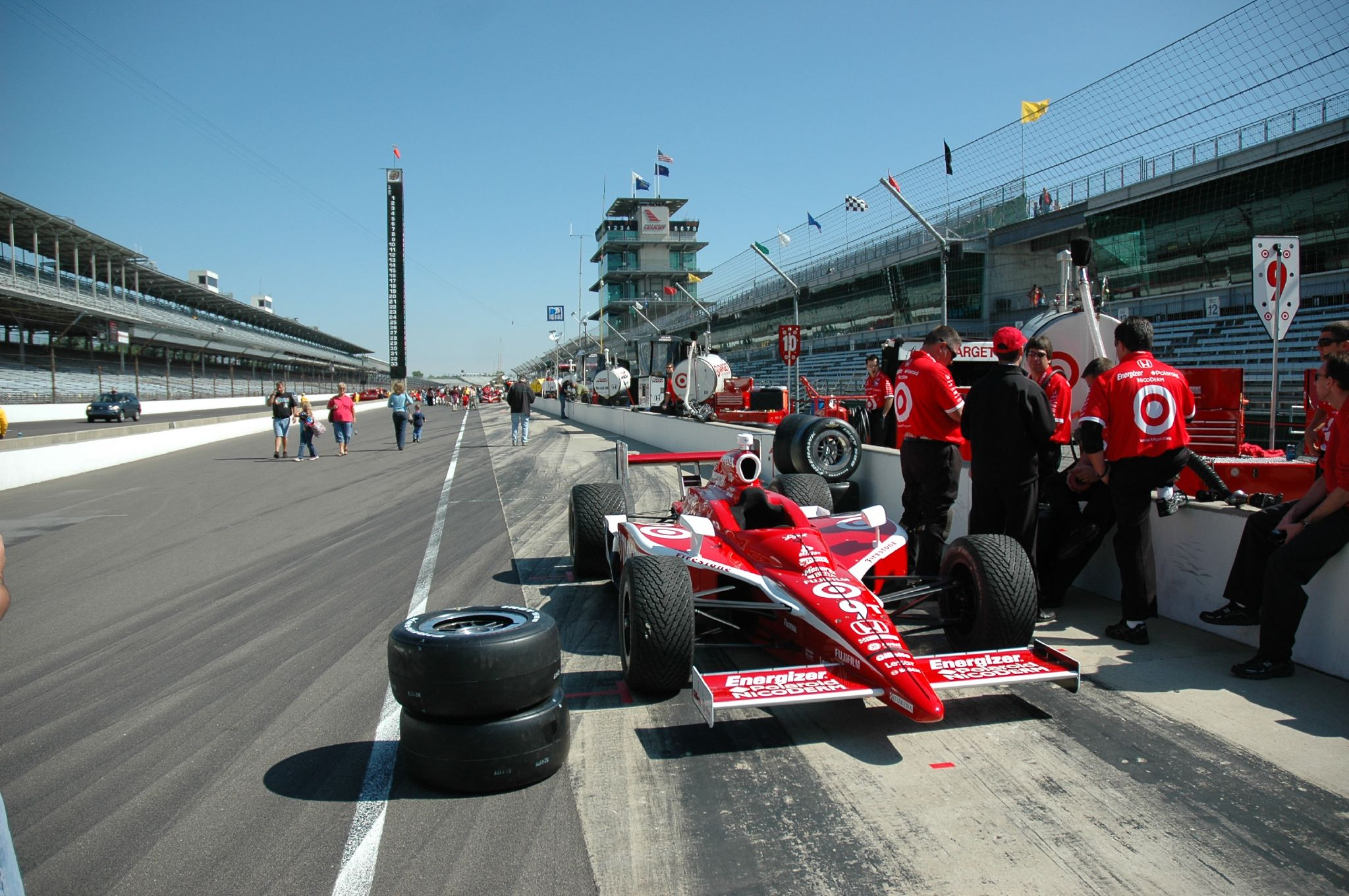
Dixons #9 auto in de pitstraat

Scott Dixon won op 10 mei de poleposition. Max Papis, Philip Giebler, Mario Domínguez en Roger Yasukawa konden zich niet kwalificeren voor de race tijdens de laatste kwalificatieritten op 18 mei.
| Rij | Binnen            | Midden           | Buiten          |
| --- | ----------------- | ---------------- | --------------- |
| 1   | Scott Dixon       | Dan Wheldon      | Ryan Briscoe    |
| 2   | Hélio Castroneves | Danica Patrick   | Tony Kanaan     |
| 3   | Marco Andretti    | Vitor Meira      | Hideki Muto     |
| 4   | Ed Carpenter      | Tomas Scheckter  | Townsend Bell   |
| 5   | Graham Rahal      | Darren Manning   | Bruno Junqueira |
| 6   | Justin Wilson     | Buddy Rice       | Davey Hamilton  |
| 7   | Alex Lloyd        | Ryan Hunter-Reay | John Andretti   |
| 8   | Sarah Fisher      | Will Power       | Jeff Simmons    |
| 9   | Oriol Servia      | Ernesto Viso     | Milka Duno      |
| 10  | Mario Moraes      | Enrique Bernoldi | Jaime Camara    |
| 11  | A.J. Foyt IV      | Buddy Lazier     | Marty Roth      |

## Race

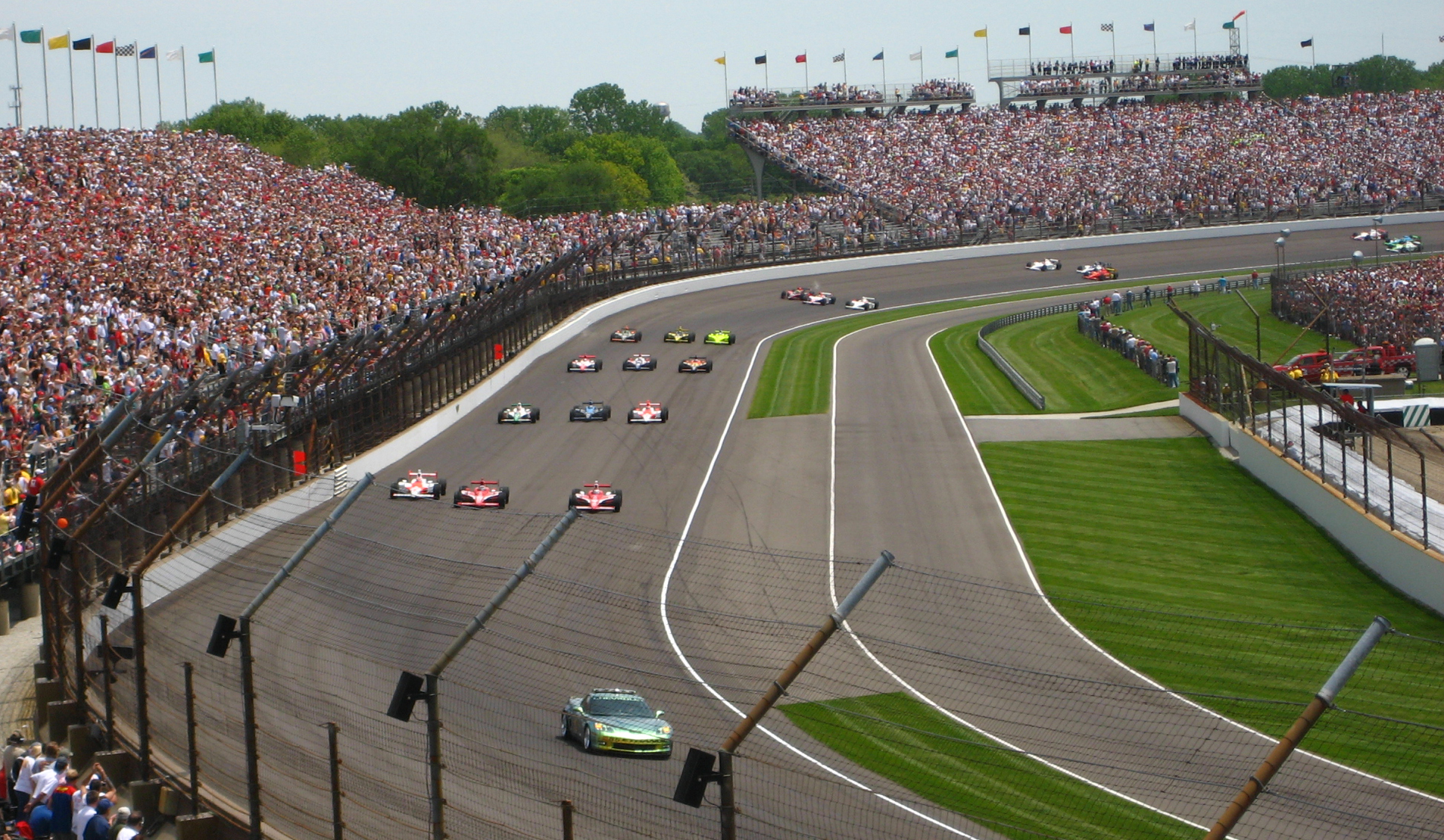
Start van de race.

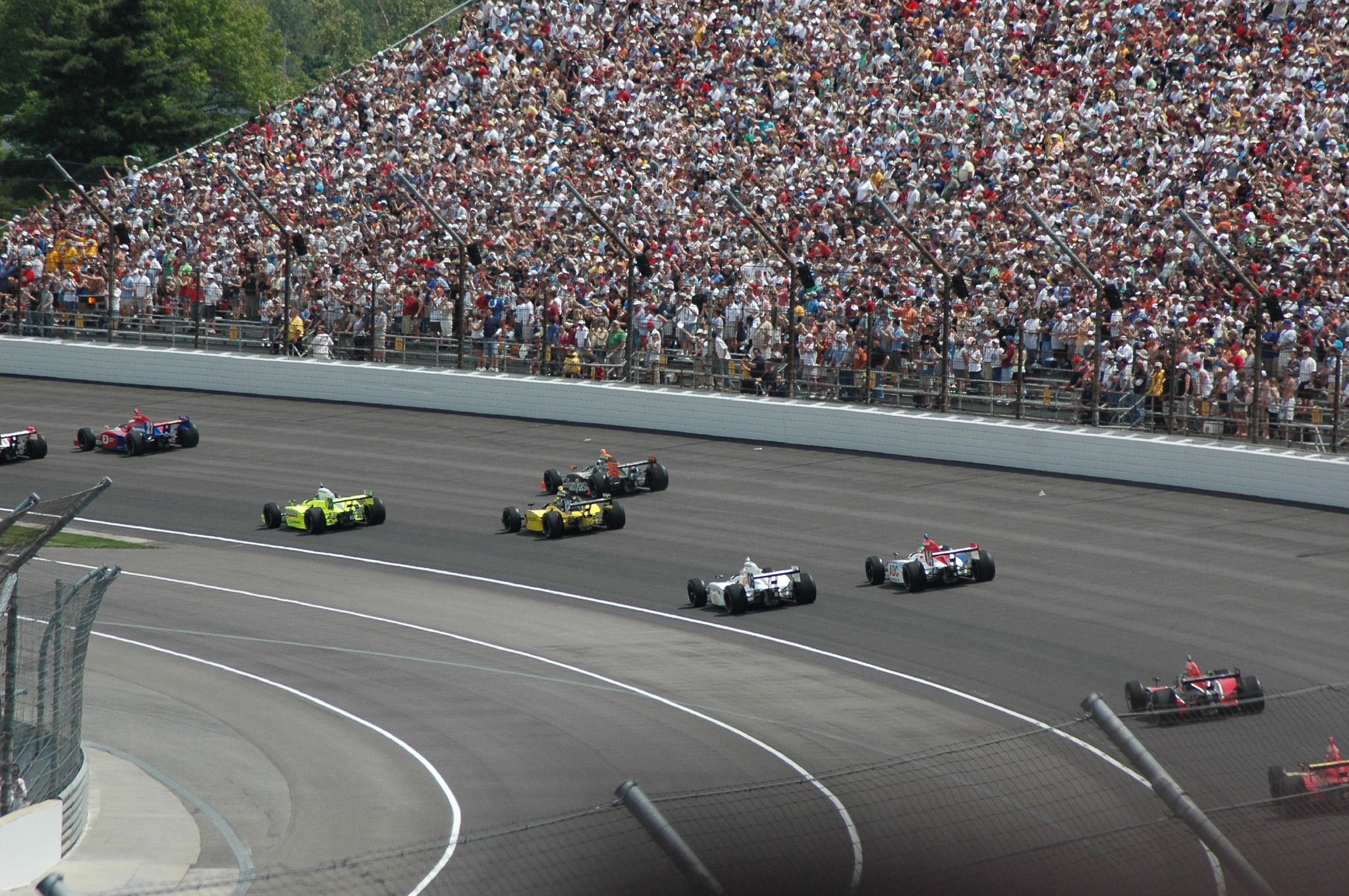
De Indy 500 in 2008.

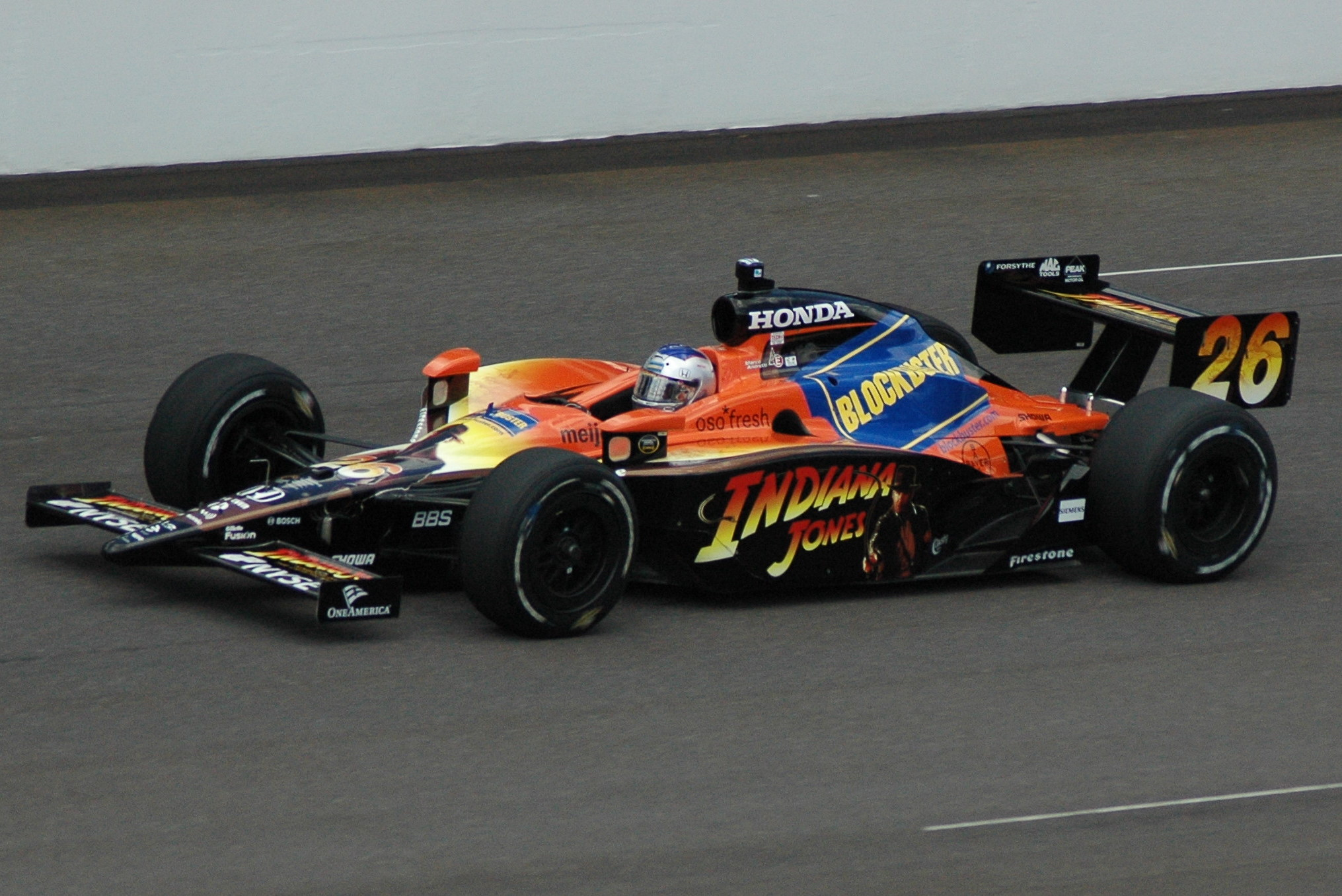
Marco Andretti werd derde.

Tien verschillende coureurs hebben aan de leiding gereden tijdens de race, waaronder Tony Kanaan, die twaalf ronden aan de leiding reed en daarmee een nieuw record vestigde. Hij reed zeven jaar na elkaar minstens een ronde aan de leiding tijdens de Indy 500. Hij verdween later uit de race na een aanrijding met de wagen van Sarah Fisher. Na de laatste neutralisatie reed Scott Dixon aan de leiding die hij niet meer afstond. Rookie (nieuwkomer) Ryan Hunter-Reay werd zesde en won daarmee de “Indianapolis 500 rookie van het jaar” trofee. De safety car werd tijdens de race bestuurd door voormalig wereldkampioen Formule 1 en Indianapolis 500 winnaar Emerson Fittipaldi.
| #                                                                                | Coureur              | Auto          | Team                                | Ronden | Opgave     |
| -------------------------------------------------------------------------------- | -------------------- | ------------- | ----------------------------------- | ------ | ---------- |
| 1                                                                                | Scott Dixon          | Dallara-Honda | Chip Ganassi Racing                 | 200    |            |
| 2                                                                                | Vitor Meira          | Dallara-Honda | Panther Racing                      | 200    |            |
| 3                                                                                | Marco Andretti       | Dallara-Honda | Andretti Green Racing               | 200    |            |
| 4                                                                                | Hélio Castroneves    | Dallara-Honda | Team Penske                         | 200    |            |
| 5                                                                                | Ed Carpenter         | Dallara-Honda | Vision Racing                       | 200    |            |
| 6                                                                                | Ryan Hunter-Reay (R) | Dallara-Honda | Rahal Letterman Racing              | 200    |            |
| 7                                                                                | Hideki Muto (R)      | Dallara-Honda | Andretti Green Racing               | 200    |            |
| 8                                                                                | Buddy Rice           | Dallara-Honda | Dreyer & Reinbold Racing            | 200    |            |
| 9                                                                                | Darren Manning       | Dallara-Honda | A. J. Foyt Enterprises              | 200    |            |
| 10                                                                               | Townsend Bell        | Dallara-Honda | Dreyer & Reinbold Racing            | 200    |            |
| 11                                                                               | Oriol Servia (R)     | Dallara-Honda | KV Racing                           | 200    |            |
| 12                                                                               | Dan Wheldon          | Dallara-Honda | Chip Ganassi Racing                 | 200    |            |
| 13                                                                               | Will Power (R)       | Dallara-Honda | KV Racing                           | 200    |            |
| 14                                                                               | Davey Hamilton       | Dallara-Honda | Vision Racing                       | 200    |            |
| 15                                                                               | Enrique Bernoldi (R) | Dallara-Honda | Conquest Racing                     | 200    |            |
| 16                                                                               | John Andretti        | Dallara-Honda | Roth Racing                         | 199    |            |
| 17                                                                               | Buddy Lazier         | Dallara-Honda | Hemelgarn Racing                    | 195    |            |
| 18                                                                               | Mario Moraes (R)     | Dallara-Honda | Dale Coyne Racing                   | 194    |            |
| 19                                                                               | Milka Duno           | Dallara-Honda | Dreyer & Reinbold Racing            | 185    |            |
| 20                                                                               | Bruno Junqueira      | Dallara-Honda | Dale Coyne Racing                   | 184    |            |
| 21                                                                               | A.J. Foyt IV         | Dallara-Honda | Vision Racing                       | 180    |            |
| 22                                                                               | Danica Patrick       | Dallara-Honda | Andretti Green Racing               | 171    | Ongeval    |
| 23                                                                               | Ryan Briscoe         | Dallara-Honda | Team Penske                         | 171    | Ongeval    |
| 24                                                                               | Tomas Scheckter      | Dallara-Honda | Luczo-Dragon Racing                 | 156    | Mechanisch |
| 25                                                                               | Alex Lloyd (R)       | Dallara-Honda | Rahal Letterman/Chip Ganassi Racing | 151    | Ongeval    |
| 26                                                                               | Ernesto Viso (R)     | Dallara-Honda | HVM Racing                          | 139    | Mechanisch |
| 27                                                                               | Justin Wilson (R)    | Dallara-Honda | Newman/Haas/Lanigan Racing          | 132    | Ongeval    |
| 28                                                                               | Jeff Simmons         | Dallara-Honda | A. J. Foyt Enterprises              | 112    | Ongeval    |
| 29                                                                               | Tony Kanaan          | Dallara-Honda | Andretti Green Racing               | 105    | Ongeval    |
| 30                                                                               | Sarah Fisher         | Dallara-Honda | Sarah Fisher Racing                 | 103    | Ongeval    |
| 31                                                                               | Jaime Camara (R)     | Dallara-Honda | Conquest Racing                     | 79     | Ongeval    |
| 32                                                                               | Marty Roth           | Dallara-Honda | Roth Racing                         | 59     | Ongeval    |
| 33                                                                               | Graham Rahal (R)     | Dallara-Honda | Newman/Haas/Lanigan Racing          | 36     | Ongeval    |
| Gemiddelde snelheid : 231.049 km/h - Snelste ronde : Marco Andretti, 360,55 km/h |                      |               |                                     |        |            |
| Aantal neutralisaties : 8 (69 van de 200 ronden in totaal)                       |                      |               |                                     |        |            |